# Qie Ji
König Qiě Jǐ (chinesisch 且己) (* ? v. Chr.; † 1259 v. Chr.) oder Zu Ji war der älteste Sohn von König Wu Ding, der aber trotz seines königlichen Titels nie Nachfolger seines Vaters als König der Shang-Dynastie von China wurde. In späteren Texten ist er als Xiao Ji (chinesisch: 孝己) bekannt, während zeitgenössische Inschriften seinen Namen als Jie (chinesisch:卩) aufzeichnen.

## Leben
In den „Aufzeichnungen des Großen Historikers - Annalen der Yin-Dynastie“ und dem „Buch der Urkunden - Gaozong Yu Ri“ steht geschrieben: „Als Kaiser Wu Ding Cheng Tang opferte, landete am folgenden Tag ein fliegender Fasan auf dem Ohr eines Kessels und gab Laute von sich, was Wu Ding in Angst versetzte. Zu Ji riet ihm: 'Majestät, sorgen Sie sich nicht, sondern widmen Sie sich zunächst den Staatsangelegenheiten.'“ Infolgedessen konzentrierte sich Wu Ding auf die Verbesserung der Verwaltung und die Ausübung von Tugend, was zu einer Wiederbelebung der Shang-Dynastie führte.
In der 83. Abteilung des „Taiping Yulan“ wird berichtet, dass Xiao Jis leibliche Mutter (in „Shangshu·Wuyi“ und „Bambusannalen“ als Bi Wu bezeichnet) frühzeitig verstarb. Xiao Ji erlitt Misshandlungen durch seine Stiefmutter, Bi Xin. Sie verbreitete zudem falsche Geschichten und verleumdete Xiao Ji. Ihr Vater Wu Ding glaubte diesen Unwahrheiten und verbannte Xiao Ji, der schließlich im fünfundzwanzigsten Jahr der Herrschaft seines Vaters in der Wildnis verhungerte. Bi Xin brachte später Zu Geng zur Welt (auch bekannt als Qie Geng), der Wu Ding als König der Shang-Dynastie nachfolgte.
Im Ahnenopfer-Register der Yin-Dynastie steht Zu Ji nach Wu Ding und vor Zu Geng. Guo Moruo, Han Jiangsu und andere sind der Meinung, dass Zu Ji zum Kronprinzen ernannt wurde, aber vor Wu Ding verstarb, weshalb er regelmäßige Ahnenopfer der Yin-Dynastie erhielt. Jiang Linchang ist der Ansicht, dass Zu Ji einmal als König regierte.
Orakelknochen, die in Yinxu ausgegraben wurden, bestätigen seine Abstammung und sein Scheitern bei der Thronfolge.